# Dietmar (II.) (Niederaltaich)
Dietmar II. (* vor 1150; † nach 1202 in Niederaltaich) war ein Benediktiner und von 1179 bis 1202 Abt der Abtei Niederaltaich.
Der Chronist und spätere Abt Hermann von Niederaltaich bezeichnet die Zeit des Abbatiats Dietmars als „die böse Zeit“. Schon in seinem ersten Amtsjahr 1180 war es zum Brand des Klosters gekommen, dessen romanische Kirche aber bereits 1185 durch Bischof Otto von Freising neu geweiht werden konnte. Während des Abbatiats Dietmars hatte das Kloster vor allem unter den Kriegen und Plünderungen der miteinander verfeindeten Grafen von Bogen und von  Ortenburg zu leiden. Wohl aufgrund dieser externen Konflikte legte Abt Dietmar 1202 das Amt nieder. Sein Todesdatum ist nicht bekannt.